# Tachina casta
Tachina casta là một loài ruồi trong họ Tachinidae.